# Hilaire Hurteau
Pour les articles homonymes, voir Hurteau.
Hilaire Hurteau (4 mai 1837-10 février 1920) fut un notaire et homme politique fédéral du Québec.

## Biographie
Né à Contrecœur dans le Bas-Canada, il étudie au Collège de L'Assomption. Il étudie aussi le droit avec le notaire Isidore Hurteau à Longueuil avec lequel il se qualifie pour la pratique du notariat. Il entame une carrière politique en servant comme maire de Saint-Lin pendant trois ans et administrateur du comté. Il est également vice-président de la Compagnie du Chemin de fer laurentien et secrétaire-trésorier d'écoles.
Élu député du Parti libéral-conservateur dans la circonscription fédérale de L'Assomption en 1874, son élection est annulée par une pétition l'année suivante. Réélu lors de l'élection partielle de 1875, il conserve son poste en 1878 et en 1882. Il ne se représente pas en 1887.